# Henize 3-1357
Henize 3-1357 (Hen-1357), zwana też Mgławicą Płaszczki – najmłodsza znana mgławica planetarna. Znajduje się w odległości około 18 000 lat świetlnych od Ziemi w gwiazdozbiorze Ołtarza. Jej średnica jest około 130 razy większa niż średnica orbity Plutona i wynosi około 5100 jednostek astronomicznych. Przypuszcza się, że mgławica może mieć zaledwie około 200 lat. W latach 70. XX wieku obiekt dopiero zaczynał się kształtować jako premgławica planetarna.
Obserwacje mgławicy są możliwe dzięki efektom jonizacji obłoków i strumieni gazu przez promieniowanie UV emitowane przez gwiazdę centralną. Obecnie mgławica emituje około 5 tysięcy razy więcej energii niż Słońce.
Skomplikowaną budowę mgławicy tłumaczy częściowo obecność towarzysza gwiazdy centralnej. Drugi składnik został odkryty dopiero dzięki obserwacjom wykonanym przez Kosmiczny Teleskop Hubble’a. Obiegają się one z okresem około 100 000 lat po orbicie o promieniu 300 godzin świetlnych (ok. 2100 jednostek astronomicznych). Grawitacja towarzysza ściąga gaz do płaszczyzny orbitalnej, co powoduje powstanie wyraźnie zarysowanego pierścienia. Jest to pierwszy zarejestrowany przypadek takiego efektu. Ruchy gazu w kierunku prostopadłym do płaszczyzny orbity nie dają się zinterpretować tak jednoznacznie.
Jeszcze w 1988 centralny obiekt mgławicy był źródłem silnego strumienia gazu poruszającego się z prędkością 3000 km/s. Obecnie wypływ ten albo ustał całkowicie, albo osłabł do tego stopnia, że nie można go wykryć. Najprawdopodobniej kierunek wypływu strumieni, z nieznanych do tej pory przyczyn, zmieniał się w przeszłości. Zagadką jest też tempo ewolucji gwiazdy centralnej, które wydaje się być znacznie większe niż przewiduje teoria.